# Hansa Pflege & Residenzen
Die Hansa Pflege & Residenzen GmbH (Eigenschreibweise HANSA) mit Sitz in Oldenburg ist eine Betreibergesellschaft von Senioren- und Pflegeeinrichtungen in Nord- und Mitteldeutschland. Zur Hansa-Gruppe gehören stationäre Pflegeeinrichtungen, ambulante Dienste und betreutes Wohnen.

## Geschichte
Im Jahr 1982 wurde die Hansa-Gruppe gegründet. Sie plant, baut und verwaltet seitdem Senioreneinrichtungen bevorzugt im Norden Deutschlands.
2011 wurde die insolvente Hansa-Gruppe, mit  17 Einrichtungen und 1600 Mitarbeiter, von Gesellschaftern der Azurit Rohr GmbH übernommen und die Hansa Pflege & Residenzen GmbH gegründet.
Zur Hansa-Unternehmensgruppe gehören 24 stationäre Pflegeeinrichtungen mit sieben ambulanten Diensten (Stand April 2022).

## Produkte
Folgende Pflege  bietet die HANSA Gruppe in ihren Einrichtungen an:
- Stationäre Pflege für Menschen, die ständig auf Betreuung und Hilfe angewiesen sind.
- Kurzzeitpflege (Urlaubs-/Verhinderungspflege) für Menschen, die das Pflege- und Betreuungsangebot vorübergehend, bis zu vier Wochen, nutzen möchten.
- Spezielle Betreuung für demenziell erkrankte Menschen.
- In einigen Einrichtungen besteht zusätzlich das Angebot des betreuten Wohnens bzw. wohnen mit Service.
- Ambulante Pflege von pflegebedürftigen Menschen in ihrer häuslichen Umgebung.
- Spezialpflege (Eingliederungshilfe für psychisch kranke und chronisch mehrfach geschädigte abhängigkeitskranke Menschen)